# لي تاكر (لاعب كرة قدم)
لي تاكر (بالإنجليزية: Lee Tucker)‏ (10 أغسطس 1978 ببليموث في المملكة المتحدة - ) هو لاعب كرة قدم بريطاني في مركز الوسط. لعب مع نادي توركي يونايتد.

## وصلات خارجية
- لي تاكر على موقع Soccerbase.com (لاعب) (الإنجليزية)